# Paul Steinweg
Paul Joseph Désiré Steinweg (Heumen, 14 juli 1917 – Eindhoven, 27 april 2011) was een Nederlands burgemeester.
Hij werd geboren als zoon van Joseph Steinweg, destijds burgemeester van Heumen en later burgemeester van onder andere Nijmegen. Zelf was hij werkzaam bij de gemeentesecretarie van Tilburg voor hij in september 1946 op 29-jarige leeftijd benoemd werd tot burgemeester van Son en Breugel. Mogelijk heeft bij zijn benoeming meegespeeld dat zijn vader, die in 1942 onder druk van de Duitse bezetter ontslag had genomen, na de Tweede Wereldoorlog ondanks eerdere toezeggingen niet kon terugkeren als burgemeester van Nijmegen. Paul Steinweg bleef bijna 36 jaar burgemeester van Son en Breugel tot hij in augustus 1982 met pensioen ging. In april 2011 overleed Steinweg op 93-jarige leeftijd. In Son en Breugel is het 'Burgemeester Steinweghof' naar hem vernoemd.